# Benigno Gutiérrez
Benigno Gutiérrez (La Paz, 1º settembre 1925 – ...) è stato un calciatore boliviano, di ruolo attaccante.

## Carriera
Prese parte con la nazionale bolivia ai Mondiali del 1950. Disputò inoltre con la Bolivia il Campeonato Sudamericano nel 1949 e nel 1953.